# Archidiocèse grec-orthodoxe de Bagdad et du Koweït
 (mai 2019).
Si vous disposez d'ouvrages ou d'articles de référence ou si vous connaissez des sites web de qualité traitant du thème abordé ici, merci de compléter l'article en donnant les références utiles à sa vérifiabilité et en les liant à la section « Notes et références ».
L'archidiocèse grec-orthodoxe de Bagdad et du Koweït (en arabe : مطرانية بغداد والكويت للروم الأرثوذكس) est une circonscription de l'Église orthodoxe d'Antioche. Il a son siège à Bagdad.